# Piadena
Piadena ist eine Fraktion und Gemeindesitz der italienischen Gemeinde (comune) Piadena Drizzona in der Provinz Cremona, Region Lombardei. 

## Geographie
Piadena liegt etwa 27 km Luftlinie östlich von Cremona in der Po-Ebene auf der orographisch rechten Uferseite des Oglio.

## Geschichte
Piadena war bis 2018 eine eigenständige Gemeinde. Am 1. Januar 2019 schloss sie sich mit Drizzona zur neuen Gemeinde Piadena Drizzona zusammen. Zuvor hatten die Bürger von Piadena bei einem Referendum am 24. Juni 2018 für den Zusammenschluss gestimmt. Zum 19,83 km² großen ehemaligen Gemeindegebiet gehörten noch die Fraktionen San Lorenzo Guazzone, San Paolo Ripa d’Oglio und Vho.

## Verkehr
Der Bahnhof Piadena ist der Kreuzungspunkt der Bahnstrecken Cremona–Mantua und Parma–Brescia.

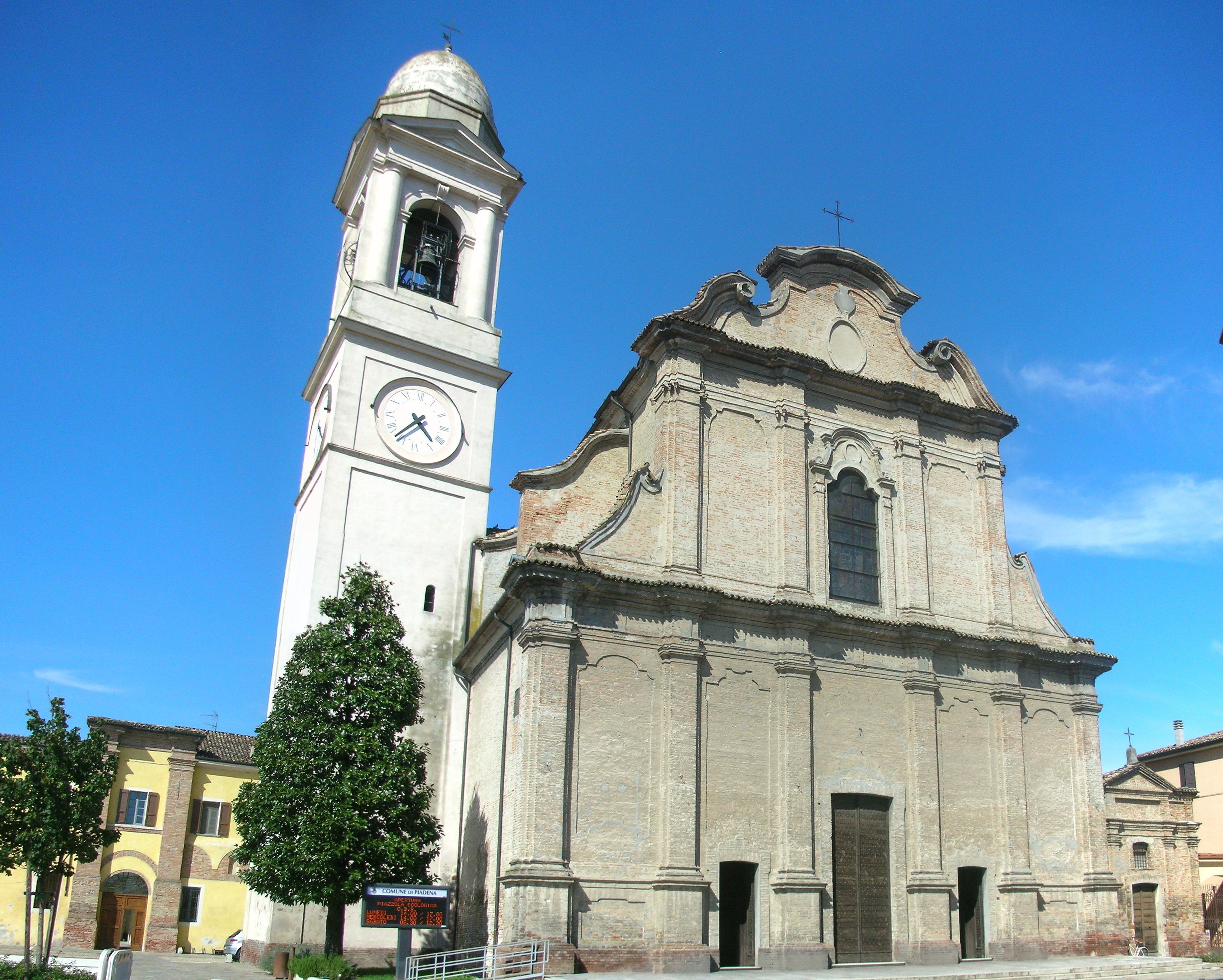
Pfarrkirche Santa Maria Assunta
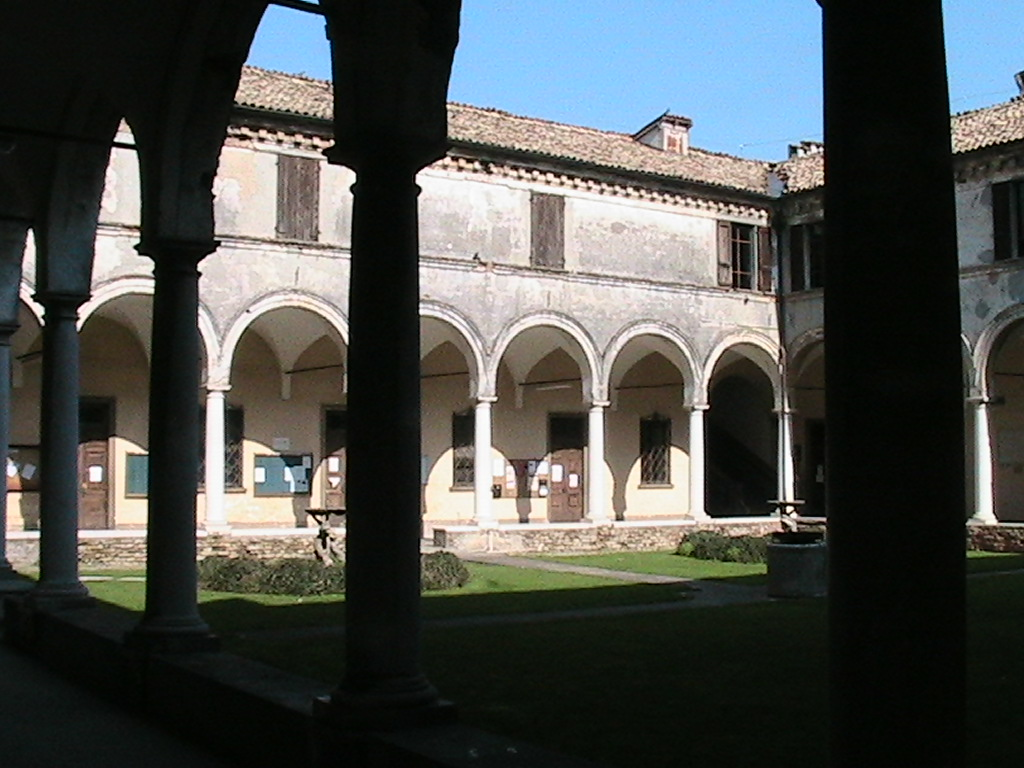
Kreuzgang im ehemaligen Kloster
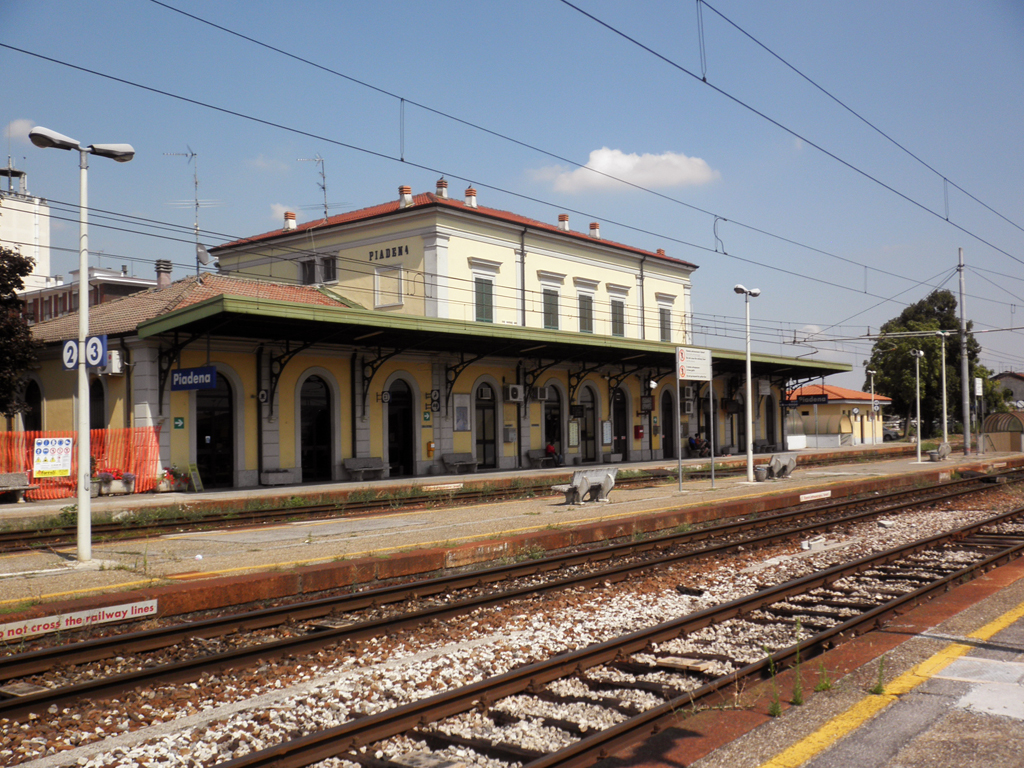
Bahnhof